# Filip II (metropolita Moskwy)
Św. Filip II z Moskwy (ur. 11 lutego 1507,  zm. 23 grudnia 1569) – metropolita Moskwy i Wszechrusi. Urodził się w 1507 w Moskwie w rodzinie bojarskiej. Po śmierci ojca i odejściu matki do monasteru, przez pewien czas przebywał przy dworze wielkiego księcia Wasyla III. W 1537 ostatecznie zdecydował się zostać mnichem i skierował swe kroki do Monastyru Sołowieckiego. Tam, przechodząc kolejne szczeble życia zakonnego, został ihumenem. Pod jego rządami monaster znacznie się rozwinął. Zbudowano sobory – Przemienienia Pańskiego i Zaśnięcia Matki Bożej, wzniesiono szereg nowych budynków, powstała przystań, szpital, wspólnotę otoczono murami.
W 1565, w okresie największego rozwoju monasteru, Filipa wezwano do Moskwy i rok później mianowano metropolitą moskiewskim. Wkrótce Rosję ogarnęło wewnętrzne powstanie. Hierarcha nie zgadzał się z krwawymi metodami postępowania cara Iwana IV Groźnego. Rozwścieczony władca pozbawił go katedry i wtrącił do więzienia, wydając wyrok dożywocia.
Ostatecznie metropolitę umieszczono w celi monasteru w mieście Twer. Tam 23 grudnia 1569 carski żołnierz Maluta Skuratow udusił go poduszką, tam też pochowano jego ciało. Za panowania syna cara Iwana IV Groźnego – Fiodora, rzekomo nieuległe rozkładowi ciało przeniesiono do Monasteru Sołowieckiego. W 1652 umieszczono je w Moskwie. Obecnie znajduje się w kremlowskim soborze Zaśnięcia Matki Bożej.
Na ikonach święty przedstawiany jest w szatach biskupich ozdobionych nietypowo dla tradycji ruskiej dużymi krzyżami w kołach. Ma krótką, kosmatą, kasztanową brodę i niską mitrę na głowie. Prawą ręką błogosławi, w lewej trzyma Ewangelię. Najczęściej spotykany jest na ikonach Soboru pięciu świętych hierarchów moskiewskich.